# Demkowce (rejon starokonstantynowski)
Demkowce – wieś w rejonie starokonstantynowskim obwodu chmielnickiego.